# Cremastus puberulus
Cremastus puberulus là một loài tò vò trong họ Ichneumonidae.